# Fredsmäklaren
Fredsmäklaren (engelska: The Peacemaker) är en amerikansk actionfilm från 1997.

## Om filmen
Fredsmäklaren regisserades av Mimi Leder. Filmens handling bygger på artikeln One Point Safe skriven av Leslie Cockburn och Andrew Cockburn. Filmen hade premiär den 26 september 1997 i USA.

## Rollista (urval)
- George Clooney - Lt. Col. Thomas Devoe
- Nicole Kidman - Dr. Julia Kelly
- Marcel Iures - Dusan Gavrich
- Armin Mueller-Stahl - Dimitri Vertikoff